# رالين داغر
رالين داغر (29 يوليو 1983) هي ممثلة صوت لبنانية.

## فيلموغرافيا

### رسوم متحركة
- أوكيه كيه او! فلنكن الأبطال - شانون
- بات مان - بات غيرل/باربرا غوردون ، هارلي كوين (نسخة إيمدج برودكشن هاوس)
- بن 10: إليين فورس
- إد، إدد وإدي - ناز، جيمي، لي كنكرز
- خلف حائط الحديقة
- ساموراي جاك (نسخة إيمدج برودكشن هاوس)
- سونيك بوم - أيمي (نسخة إيمدج برودكشن هاوس)
- عالم غامبول المدهش - ايداهو حلقه (المجتمع السري)
- عرض لوني تونز - تويتي (الدبلجة اللبنانية)
- العم جدو - جاكي
- ليغو فرسان نكسو - أيفا، الملكة هالبرت
- وقت المغامرة - أميرة العلكة (الموسم الرابع وما بعده)[1]
- مختبر دكستر (نسخة إيمدج برودكشن هاوس)
- توماس والأصدقاء - كيفن، إيميلي، مافيس

### أفلام
- أبطال التايتنز ومهمة طوكيو - نيا نيا
- البحث عن نيمو - بيرل، ديب، سكويرت (النسخة العربية الفصحى)
- دافي داك ومطاردو الخرافة - تويتي، النسر ذو الرأسين
- الديناصورات - بليو (النسخة العربية الفصحى)
- سيارات - ميا (النسخة العربية الفصحى)
- سيارات 2 - ميا (النسخة العربية الفصحى)
- شركة الوحوش (النسخة العربية الفصحى)
- عائلة روبنسون - سيدة هارنغتون (النسخة العربية الفصحى)
- فيلم ستيتش - ميرتل إدموندس (النسخة العربية الفصحى)
- قلبا وقالبا
- ليروي وستيتش - ميرتل إدموندس (النسخة العربية الفصحى)
- ليلو وستيتش 2 - ميرتل إدموندس (النسخة العربية الفصحى)
- ميلو ورحلة الإنقاذ
- إد إدد وإدي: رحلة المتاعب - ناز، جيمي، لي كنكرز

### ألعاب فيديو
- أساسنز كريد سنديكيت
- توم كلانسيز ذا ديفيجن